# Oidemastis caliginosa
Oidemastis caliginosa är en fjärilsart som beskrevs av William Schaus 1916. Oidemastis caliginosa ingår i släktet Oidemastis och familjen nattflyn. Inga underarter finns listade i Catalogue of Life.